# Judith Jarvis Thomson
Judith Jarvis Thomson, född 4 oktober 1929 i New York i USA, död 20 november 2020 i Cambridge i USA, var en amerikansk filosof känd för sina bidrag inom etik och metafysik.
Hon är bland annat känd för att ha namngett och initierat den omfattande filosofiska debatten om spårvagnsproblemet. Thomson författade också den uppmärksammade artikeln "A Defense of Abortion", som argumenterar för att abort är moraliskt försvarbart även under antagandet att fostret är en individ med rätt till liv. Hon valdes in som medlem av American Philosophical Society 2019.

## Biografi
Thomson föddes i New York 1929 som dotter till revisorn Theodore Richard Jarvis och dennes hustru engelskläraren Helen Vostry.  Modern dog i cancer när Judith Thomson var sex år gammal och fadern gifte om sig med Gertrude Rubin 1938.
Thomson tog examen vid Hunter College High School i januari 1946. Hon tog kandidatexamen (BA) vid Barnard College 1950, en andra kandidatexamen vid Newnham College, Cambridge 1952, masterexamen vid Cambridge 1956 och doktorsexamen vid Columbia University 1959. Samtliga examina var i filosofi.
1960 började Thomson undervisa vid Barnard College. 1962 gifte hon sig med James Thomson, som var gästprofessor vid Columbia University. Makarna tillbringade det akademiska året 1962–1963 i Oxford i Storbritannien, varefter de flyttade till Boston. Hon undervisade ett år vid Boston University innan hon 1964 utnämndes till professor vid Massachusetts Institute of Technology (MIT) där hon innehade Laurence S. Rockefellers professur i filosofi. Hennes man utsågs också han till professor i filosofi vid MIT. Paret Thomson skilde sig 1980 men förblev arbetskamrater fram till Jame Thomsons död 1984.

## Karriär
Thomson var gästprofessor vid University of Pittsburgh (1976), UC Berkeley School of Law (1983) och Yale Law School (1982, 1984-1985). Hon har mottagit stipendier från Fulbright Foundation (1950–1951), American Association of University Women (1962–1963 ), National Endowment for the Humanities (1978–1979, 1986–1987), Guggenheim Foundation (1986–1987) och Center for Advanced Study i Oslo, Norge (1996). 1989 invaldes Thomson i American Academy of Arts and Sciences, och 1992–1993 var hon ordförande för American Philosophical Association (APA). 1999 höll hon Tanner-föreläsningarna vid Princeton University. Thomson undervisade vid MIT under större delen av sin karriär. 
2012 tilldelades Thomson Quinn-priset av American Philosophical Association.
2015 blev hon hedersdoktor vid Cambridge och 2016 vid Harvard. 2016 valdes hon till Corresponding Fellow i British Academy.
Thomson avled 2020, 91 år gammal. Hon begravdes bredvid sin tidigare make på Mount Auburns kyrkogård i Middlesex.

## Publikationer i urval
- A Defense of Abortion. https://rintintin.colorado.edu/~vancecd/phil215/Thomson.pdf.
- The Right to Privacy.
- Killing, Letting Die, and the Trolley Problem. 1976. https://laurenralpert.files.wordpress.com/2014/08/thomson-killing-letting-die-and-the-trolley-problem.pdf.
- Acts and Other Events. Cornell University Press. https://archive.org/details/actsotherevents00thom
- Rights, Restitution, and Risk: Essays in Moral Theory. Harvard University Press. https://archive.org/details/rightsrestitutio0000thom
- The Trolley Problem. https://core.ac.uk/download/pdf/160249276.pdf.
- On Being and Saying: Essays for Richard Cartwright. MIT Press. https://archive.org/details/onbeingsayingess00judi
- The Realm of Rights. Harvard University Press. https://archive.org/details/realmofrights0000thom
- Goodness and Utilitarianism.
- Moral Relativism and Moral Objectivity. Blackwell. 1996. https://archive.org/details/moralrelativismm00harm
- Goodness and Advice. Princeton University Press. https://archive.org/details/goodnessadvice00thom